# Kristian
Kristian je moško osebno ime.

## Izvor imena
Ime Kristian je različica moškega osebnega imena Kristjan.

## Pogostost imena
Po podatkih Statističnega urada Republike Slovenije je bilo na dan 31. decembra 2007 v Sloveniji število moških oseb z imenom Kristian: 338.

## Osebni praznik
Osebe z imenom Kristian lahko godujejo takrat kot osebe z imenom Kristjan.